# Albaranzeuli bianco

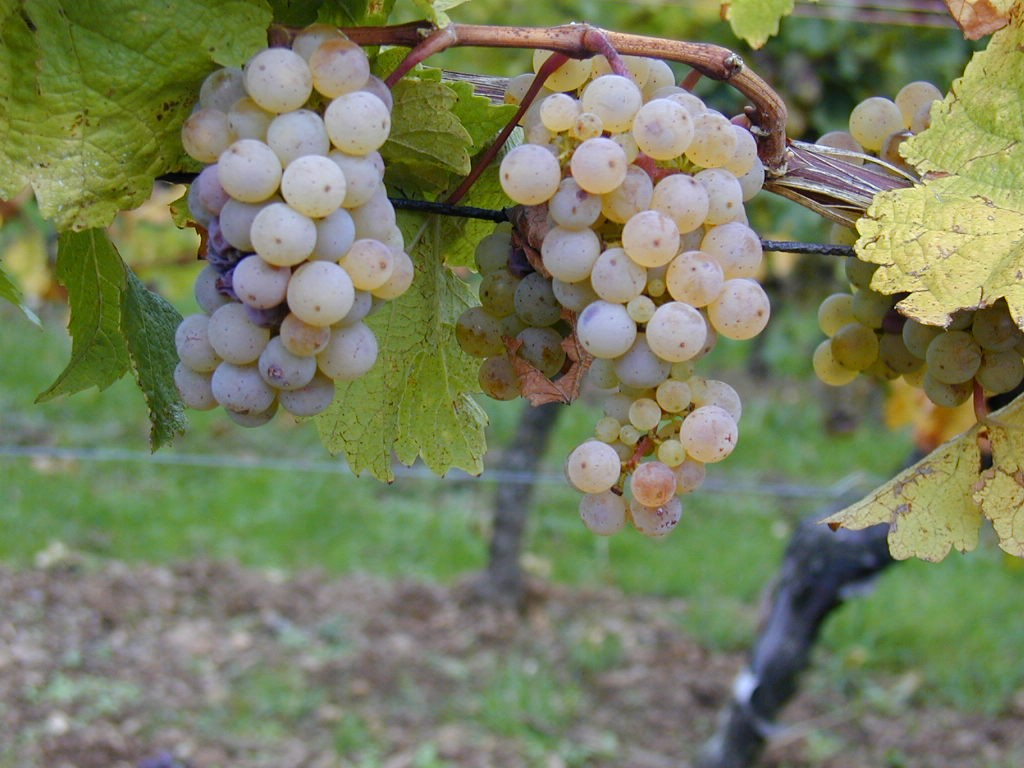
Wit druivenras

De Albaranzeuli bianco is een witte Italiaanse druivensoort die nog voorkomt in Sardinië.

## Geschiedenis
Zoals zoveel variëteiten uit Sardinië is deze druif geïntroduceerd uit Spanje, toen Sardinië tussen de 14de en 18e eeuw tot Spanje behoorde. Alhoewel de eerste resultaten van een DNA-onderzoek uitwijzen dat het een kruising betreft tussen de Sardijnse druif girò en de Spaanse tafeldruif molinera, is meer onderzoek nodig om dit verder te bevestigen. Wel is duidelijk dat deze druif een broertje heeft: de Albaranzeuli nero.

## Gebieden en kenmerken
Deze variëteit staat op het punt van uitsterven, want er is nog maar 75 hectare mee beplant. Het komt alleen nog voor in oude wijngaarden van Nuoro en Oristano, provincies van Sardinië waar het soms het synoniem laconari draagt. De opbrengsten zijn hoog en de oogst vindt pas laat plaats, dat betekent pas begin oktober. Deze druif is resistent tegen schimmel.

## Synoniemen[1]
- Alvaranzeuli
- Alvaranzeuli bianco
- Alvaranzeli
- Lacconargiu

- Lacconarzu
- Lacconazzu biancu
- Laconari bianca
- Laconarzu

- Laconazzu bianco
- Liconargiu
- Licronasciu